# N339 (België)
De N339 is een gewestweg in België bij Brugge. De weg begint bij de N9 en eindigt voorbij het knooppunt met de  N351. De weg heeft een lengte van ongeveer 2 kilometer. De weg ligt parallel aan de spoorlijn 51.
De gehele weg bestaat uit twee rijstroken voor beide rijrichtingen samen.